# Celle-Lévescault
Celle-Lévescault – miejscowość i gmina we Francji, w regionie Nowa Akwitania, w departamencie Vienne.

## Zaludnienie
Według danych na rok 1990 gminę zamieszkiwało 1078 osób, a gęstość zaludnienia wynosiła 25 osób/km² (wśród 1467 gmin regionu Poitou-Charentes Celle-Lévescault plasuje się na 280. miejscu pod względem liczby ludności, natomiast pod względem powierzchni na miejscu 62.).